# Пантелімон (Бухарест)

Пантелимон на карті Бухареста

Пантелімон — район, розташований у північно-східній частині Бухареста, Румунія, у секторі 2. За межами Бухареста є прилегле місто під назвою Пантелімон, яким керують окремо.
Район Пантелімон названий на честь святого Пантелеймона (румунською мовою Пантелімон), у ньому розташована Національна арена, найбільший футбольний стадіон у Румунії. Проспект Пантелимона є магістралью району.
У цьому мікрорайоні розташований гіпермаркет «Cora». У східній частині району побудовано кілька автосалонів (Renault & Dacia, Peugeot, Skoda, Fiat).
До початку систематизації в 1971 році ця територія була кварталом невеликих будинків. Перші багатоквартирні будинки були завершені в 1974 році, після чого в 1976–1978 роках було завершено будівництво житлового комплексу «Дельфінулуй», будівництво якого тривало до 1980-х років, зокрема на захід від стадіону 23 серпня та на проспекті Кишинева. Більшість будівель, побудованих у 1970-х роках, мають конструкції, як правило, заповнені будівельним розчином, тоді як деякі з них використовують збірні бетонні панелі. Зрештою, у 1980-х роках переважаючою технікою будівництва було використання збірних бетонних панелей, і більшість будівель одного типу можна побачити одна за одною, їх «копіюють» у типовому для епохи стилі.
Відомим районом району є «Capătu' lu' 14» (або «Capu' lu' 14», буквально «кінцева зупинка (трамвайної) лінії 14»), яка розташована у східній частині району та має 4-поверхова блочна забудова "Комфорт 2". У цій місцевості відбувається популярна серед місцевих жителів легенда «Падіння дітей». Історія — яка сягає середини 1950-х років, коли район страждав від гангстерських та рекетних проблем — докладно описує передбачуваний занепад дітей у сусідстві від «законних» до «небезпечних». Pantelimon також відомий у Румунії завдяки хіп-хоп групі B.U.G. Mafia. У дитинстві учасники гурту жили на алеї Пантелимона та Сокулуї, біля «Capătu' lu» 14». Tataee, член B.U.G. Mafia, заявляв у різних інтерв’ю, що і він, і Uzzi, і тато Caddy все ще живуть по сусідству.
Східна частина району була побудована на територіях монастиря Маркуца. Стара церква Маркуца, побудована в 1587 році, все ще існує на березі озера Пантелімон.
Пантелімон обслуговують станції метро Pantelimon і Republica, а також трамваї 14, 23, 36, 40, 46, 55, 56 і автобуси 101, 104, 243, 330, 335.
В даний час в районі є 5 початкових і 2 середні школи (Теоретична середня школа Lucian Blaga і Industrial School Group Saint Pantaleon).

## Галерея

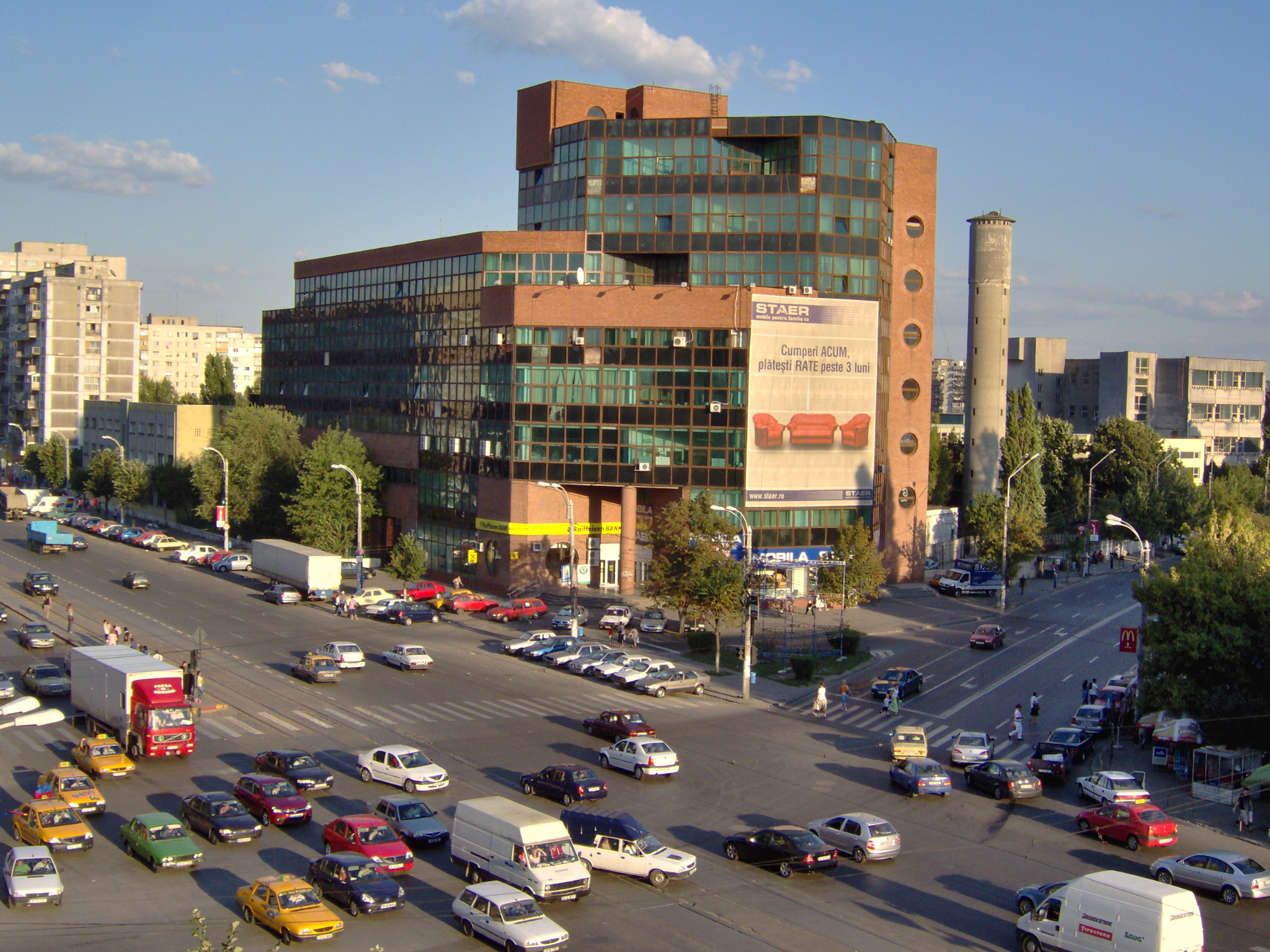
Будівля Postăvăria Româna (1978-1979, художник Золтан Такач), серпень 2006 р.
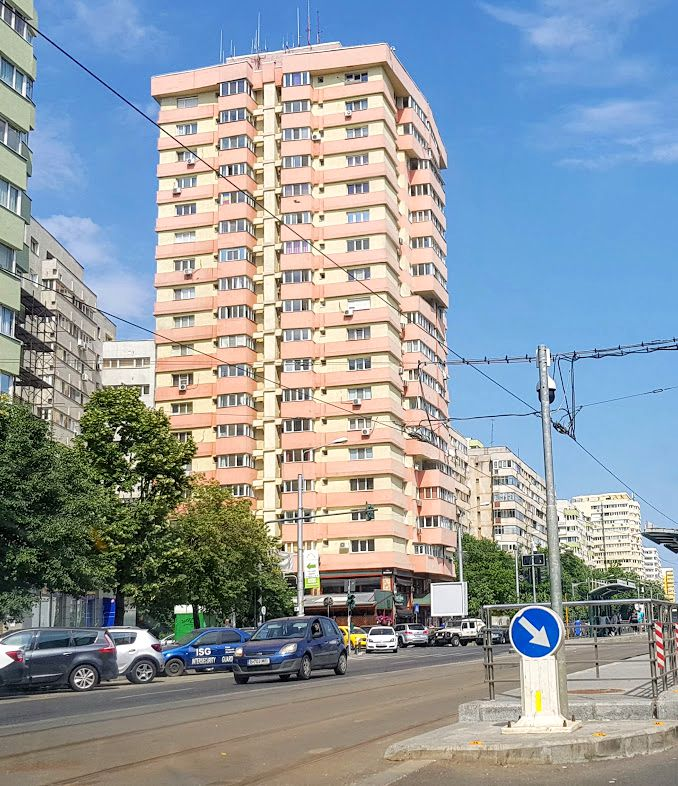
Башта T69, червень 2018 року
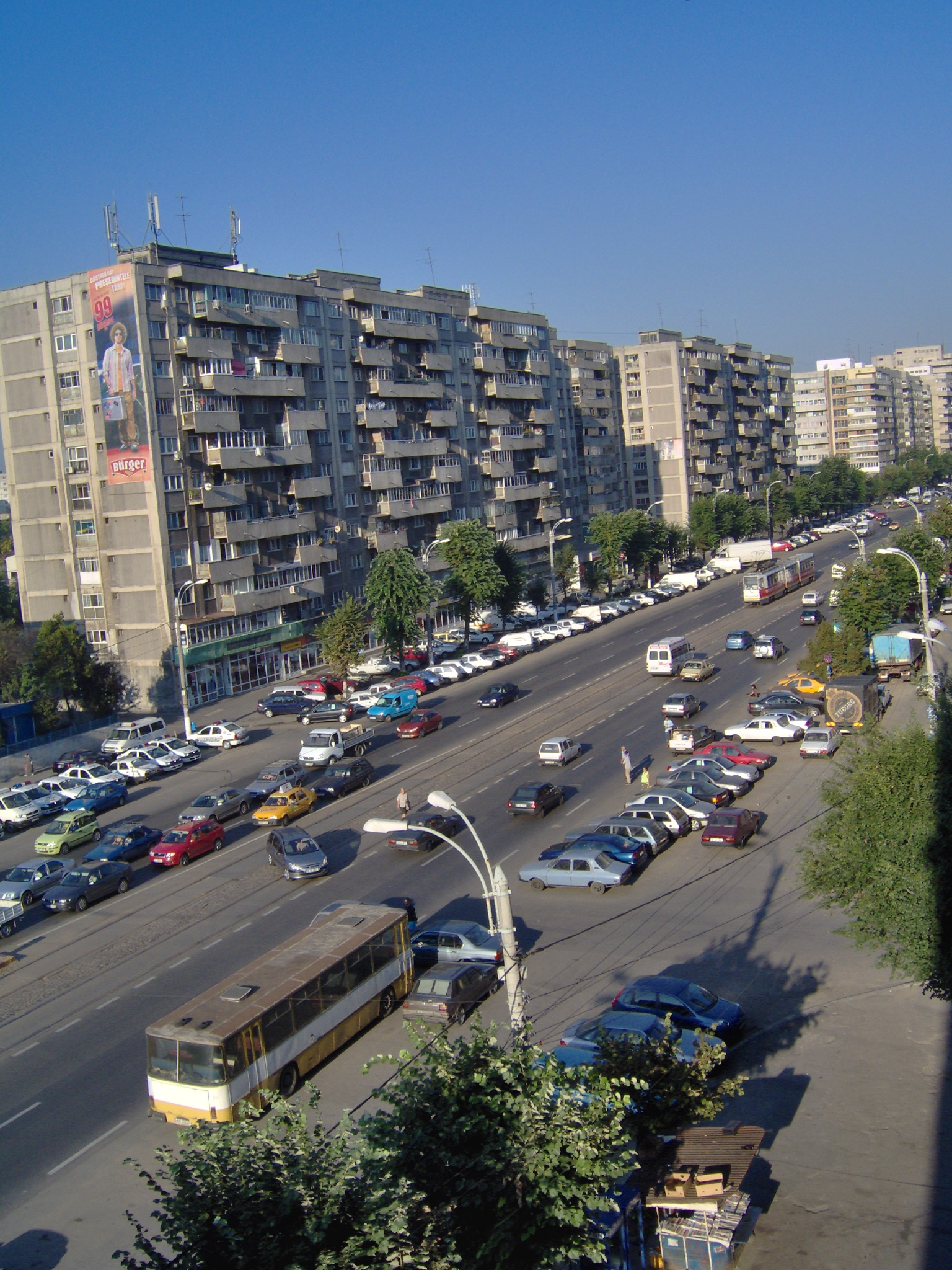
Багатоквартирні будинки в Пантелимоні, серпень 2006 року
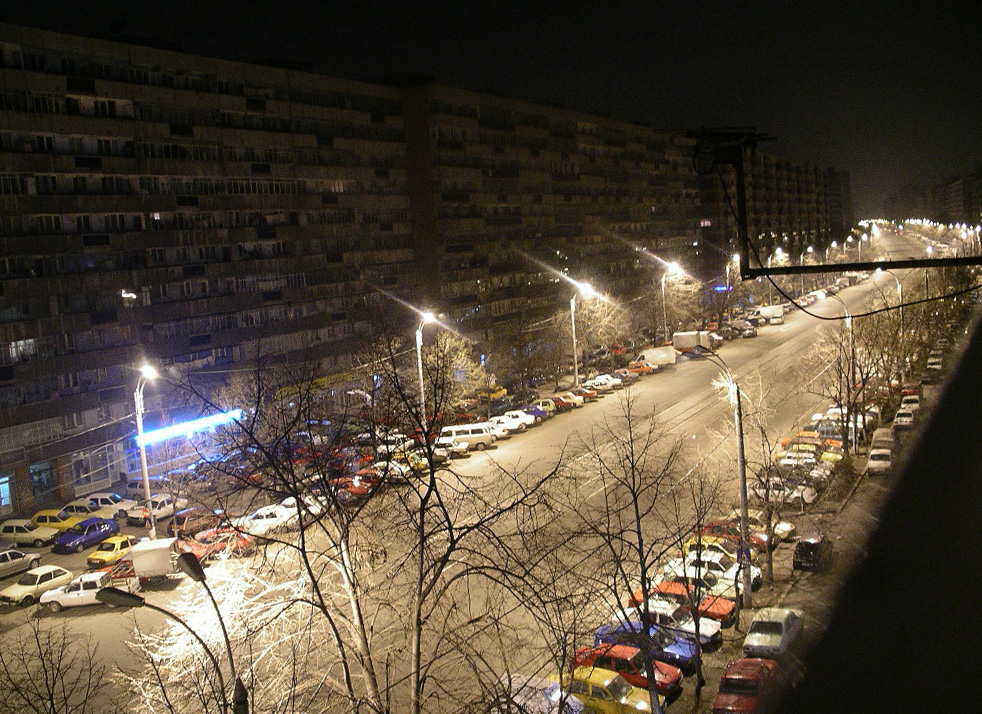
Проспект Пантелимона, вночі, з першими житловими будинками 1974 року
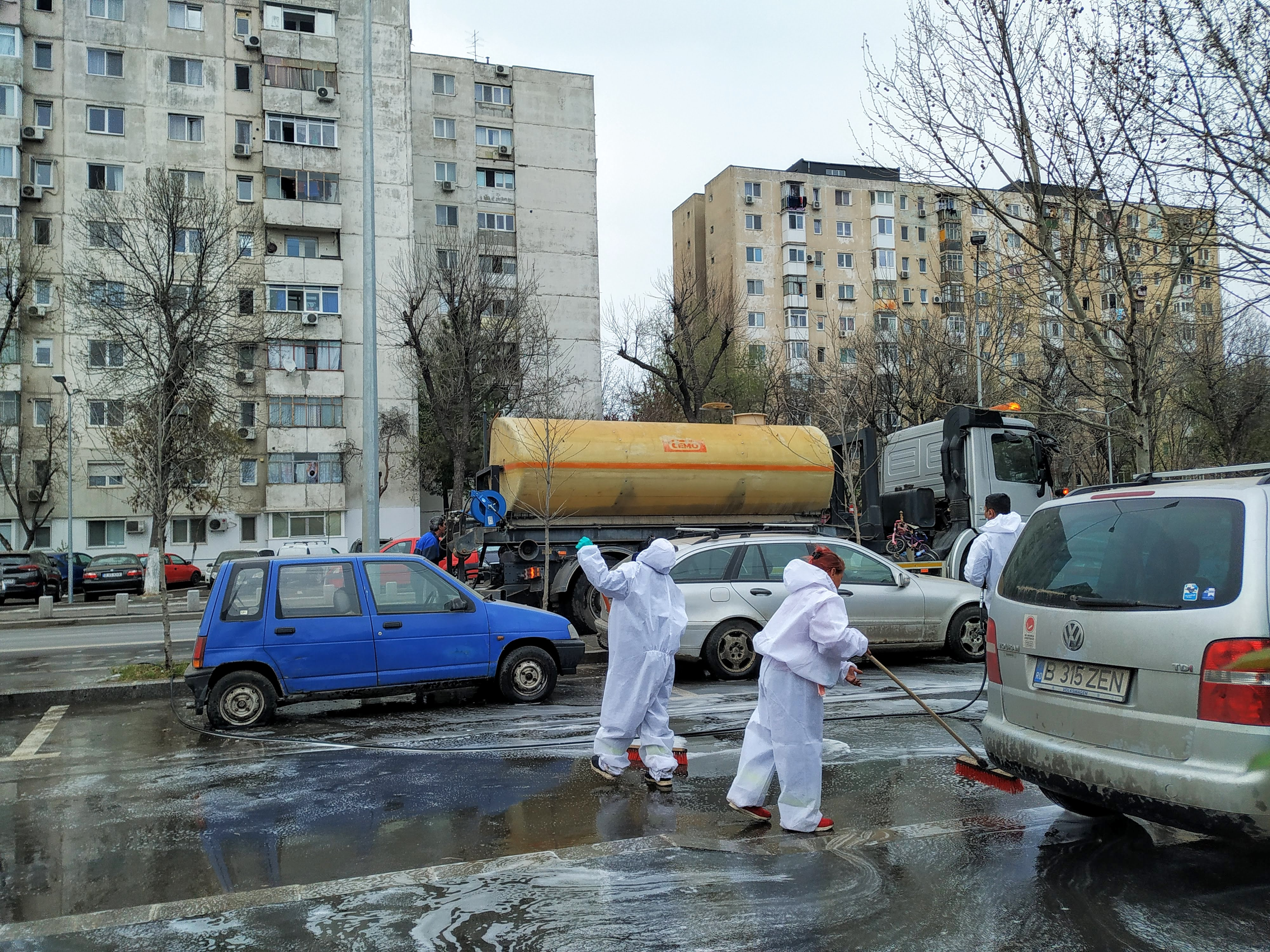
Одна з алей житлового масиву під час пандемії коронавірусу в Румунії, квітень 2020 р.

### Історична галерея
Усі зображення були зроблені в березні 1976 року

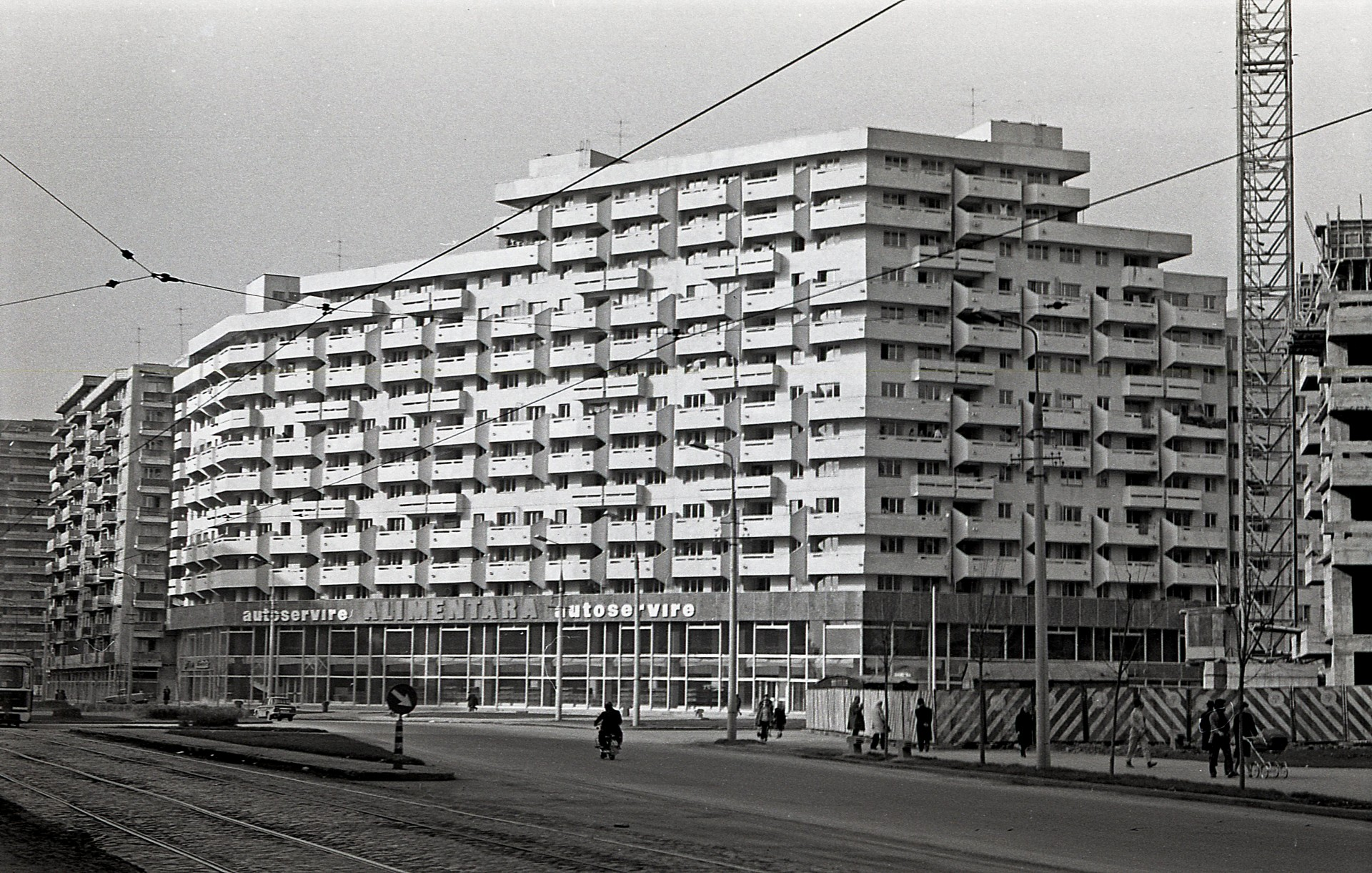
ЖК Delfinului
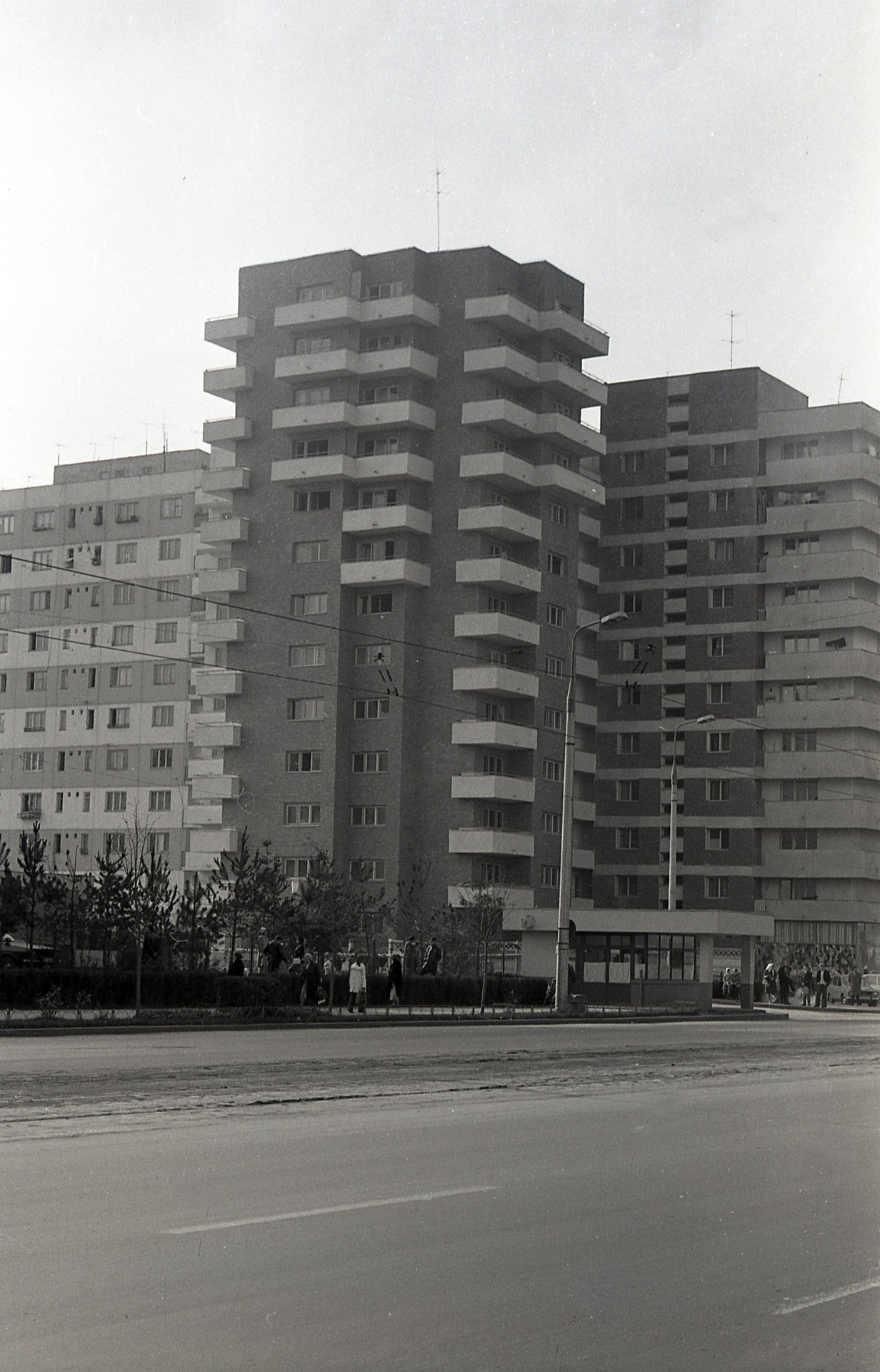
Блок 5А
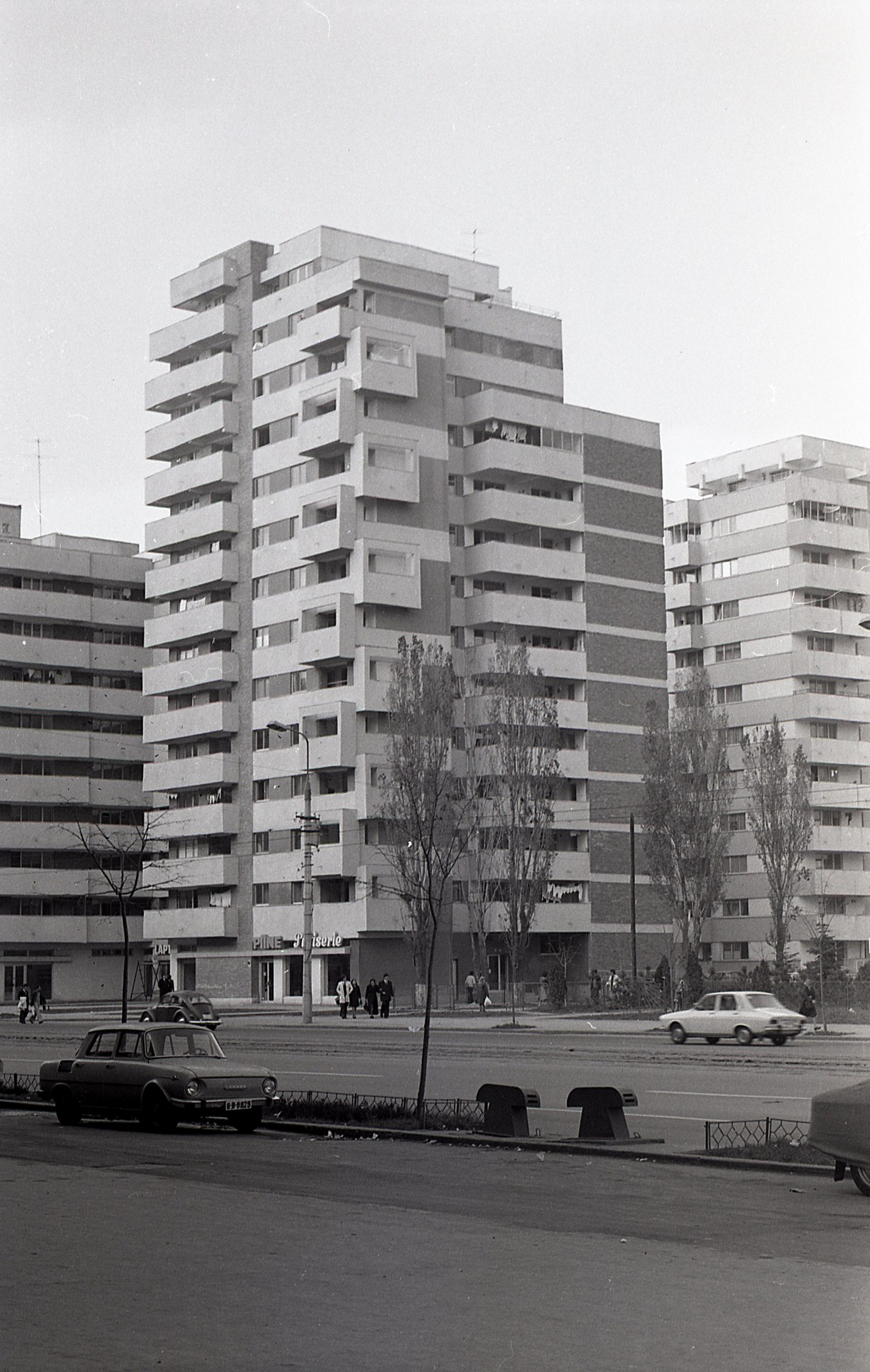
Блок 7Б
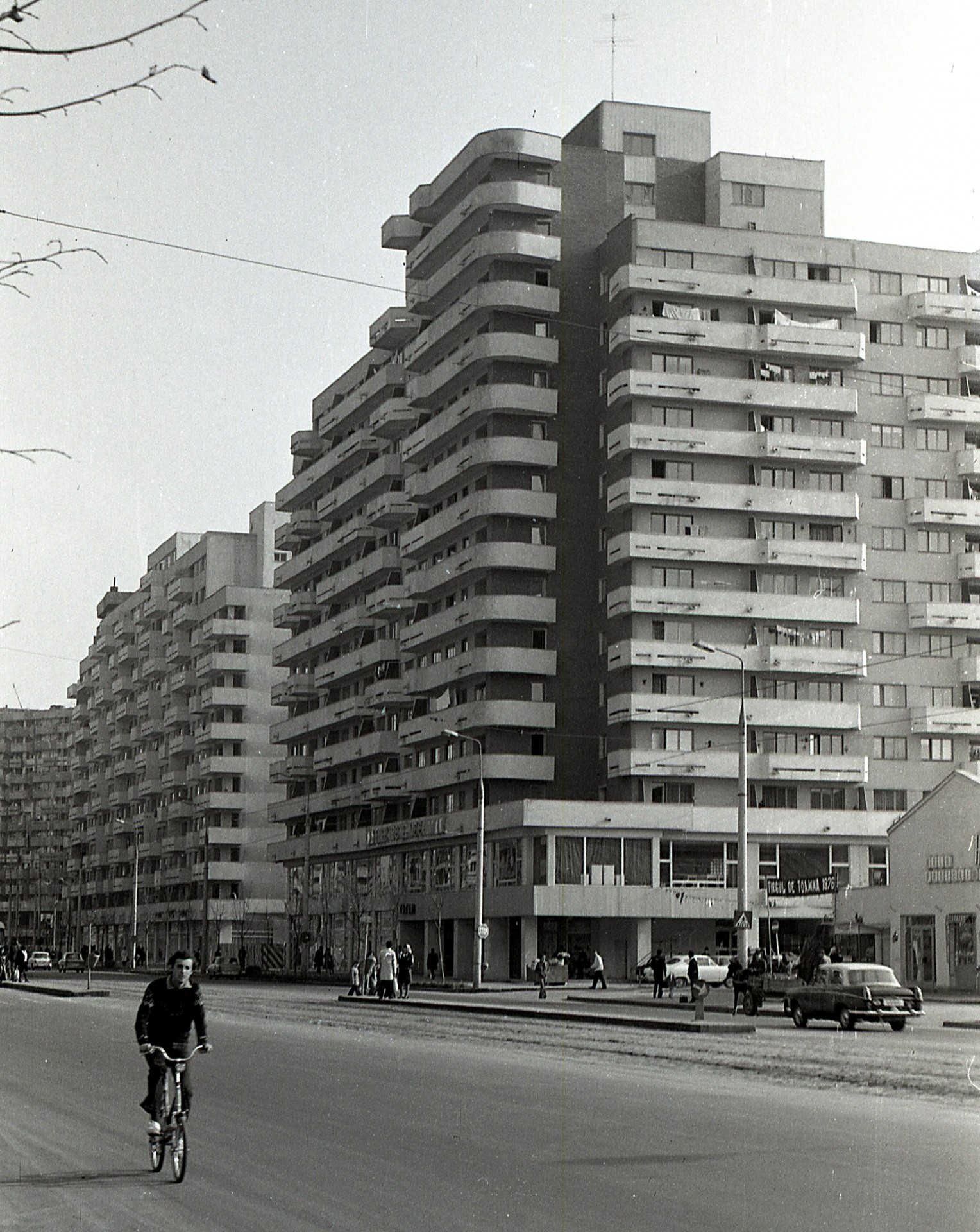
Блок 59/60
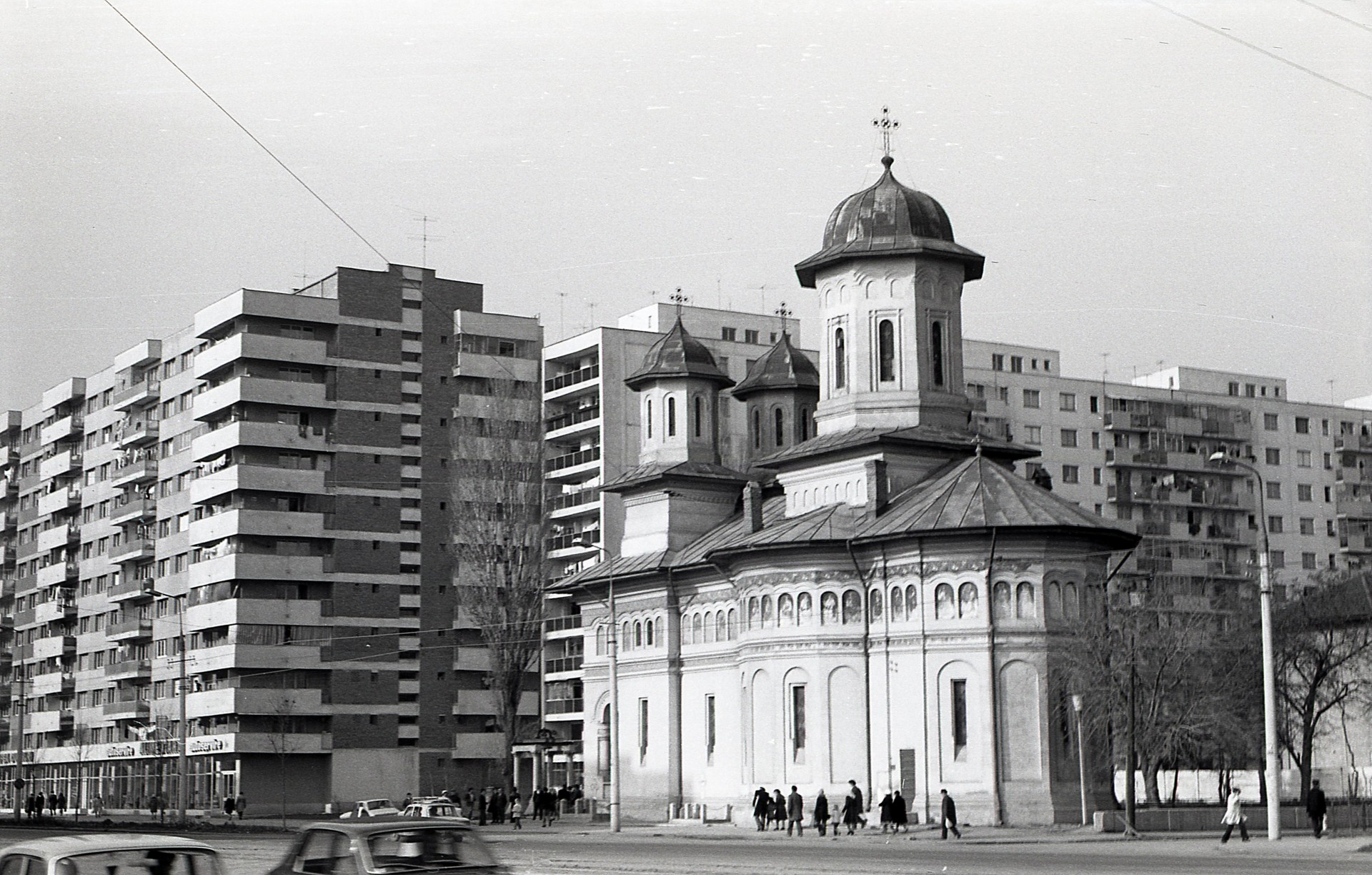
Церква Святого Івана Хрестителя (Sfântul Ioan Botezătorul).
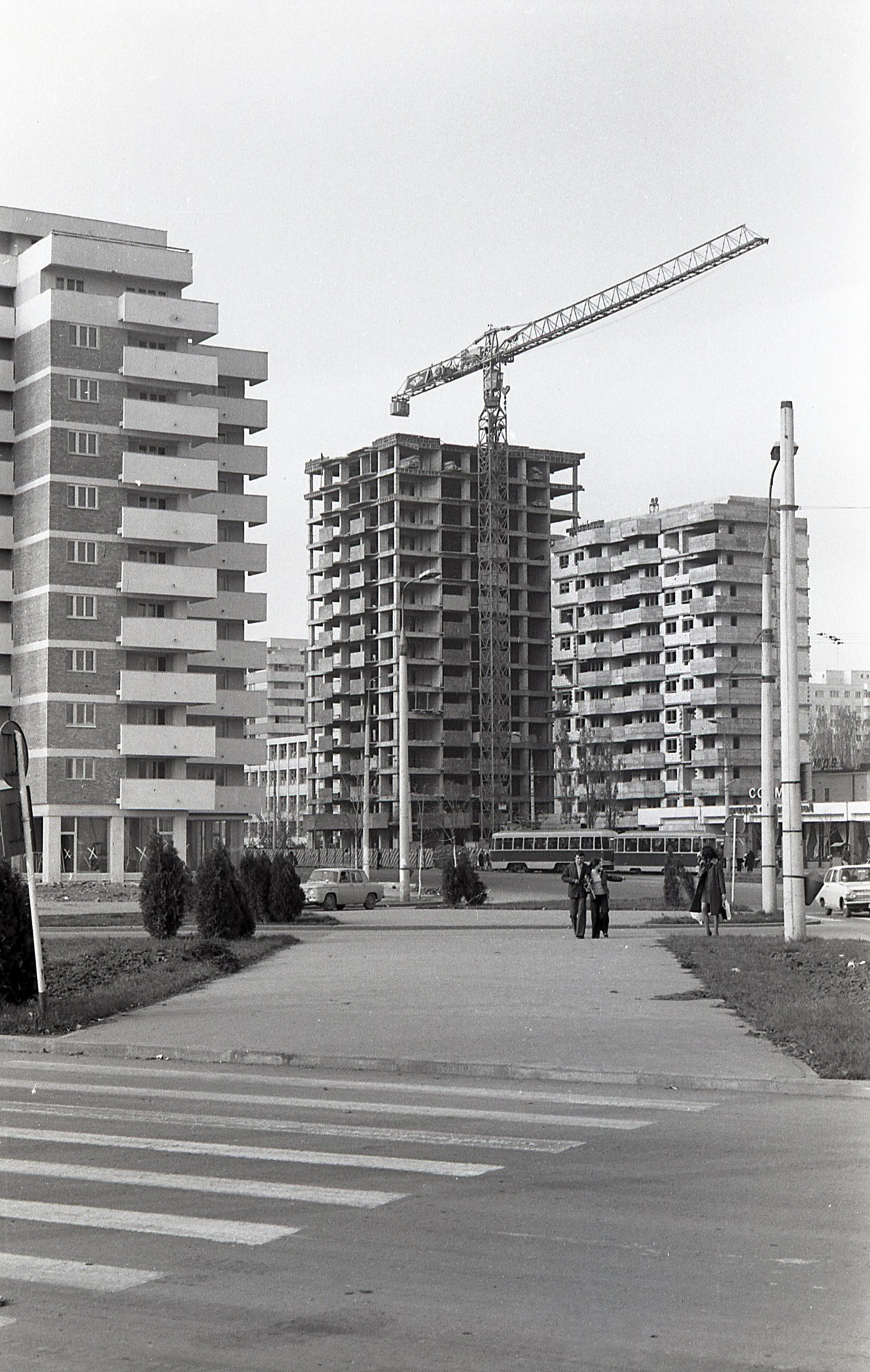
Блоки В1 і В2